# Mario Lanza
Pour les articles homonymes, voir Lanza.
 (janvier 2015).
 (juillet 2009).
Si vous disposez d'ouvrages ou d'articles de référence ou si vous connaissez des sites web de qualité traitant du thème abordé ici, merci de compléter l'article en donnant les références utiles à sa vérifiabilité et en les liant à la section « Notes et références ».
Mario Lanza, né le 31 janvier 1921 à Philadelphie aux États-Unis et mort le 7 octobre 1959 à Rome en Italie, est un acteur et un ténor américain d'origine italienne.

## Biographie

### Famille
Né Alfredo Arnoldo Cocozza, à Philadelphie dans le Quartier Italien de "South Philadelphia", sa famille le surnomme Freddie, mais il prend plus tard le nom de jeune fille de sa mère - Lanza - ainsi que son prénom - Maria - en le masculinisant et devient Mario Lanza. C’est en écoutant les enregistrements de son idole Enrico Caruso que le jeune Alfredo découvrit sa propre voix.

### Début
Mario Lanza fut découvert par le chef d'orchestre Serge Koussevitsky en 1942. Il opta pour une carrière cinématographique plus que lyrique et enchaîna les films produits par la MGM. Il commença sa carrière à Hollywood en 1944, avec Winged Victory de George Cukor. En 1949 il joua le rôle d'un ténor pris dans un triangle amoureux, dans Le Baiser de minuit (That midnight kiss), de Norman Taurog, où il interprète plusieurs airs du répertoire, avec Kathryn Grayson qui allait devenir sa partenaire dans plusieurs autres films : Le Chant de la Louisiane (The Toast of New Orleans) (1950) de Norman Taurogtoujours. Grayson et Lanza se rendirent populaires avec la chanson a succès de l'époque Be my love, Le Grand Caruso (The Great Caruso) (1951) de Richard Thorpe, ou encore Serenade (1956) d'Anthony Mann, le ténor devint une superstar. 
Son titre Be My Love se classa à la première place du hit-parade américain en mars 1951.

### Apogée
En pleine gloire, préparant tournées, enregistrements pour RCA Victor et cinq films contractés avec la MGM, il meurt en 1959 d'une crise cardiaque, conséquence de régimes alimentaires excessifs, alcoolisme et santé précaire (phlébite, pneumonie et hypertension) à Rome à l'âge de 38 ans, où il vivait depuis le tournage du film Les Sept Collines de Rome en 1957. Il n'y eut pas d'ordonnance d'autopsie. Lanza eut trois cérémonies de deuil : l'une en Italie, l'autre dans sa ville natale de Philadelphie et une troisième à Hollywood.
Lanza chanta le rôle de Pinkerton dans Madame Butterfly à l'âge de 22 ans à peine, à l'Opéra de la Nouvelle-Orléans et fut remarqué pour la qualité de sa prestation ; La critique fut très positive pour le jeune ténor. Mais après son concert au Hollywood Bowl, en plein air devant plusieurs milliers de personnes, concert véritablement historique dont l'enregistrement est disponible dans le commerce, Hollywood, par la MGM, lui fit immédiatement signer un contrat pour plusieurs films. Il exigea de conserver  toutes les options : le disque, la radio, le film et le concert.

### Vie privée
Sa femme, Betty, minée par le chagrin ne lui survit que cinq mois et meurt d'une overdose de médicaments à Hollywood.

### Postérité
Les ténors de référence, José Carreras, Placido Domingo et surtout Luciano Pavarotti reconnurent bien volontiers que Mario Lanza leur avait indiqué la « voix ».
En 1961, Elvis Presley s'inspira de Mario Lanza pour interpréter les fameux succès It's Now or Never (chanson) (O Sole Mio) et Surrender (Torna a Surriento). Dans les années 1970, Presley fut également surnommé le « Mario Lanza du rock ». Le « King » admirait le ténor. Il y a une certaine similitude entre les deux stars du chant, Mario Lanza et Elvis Presley venaient tous deux de la scène avant d'être brisés par la machine hollywoodienne.
Ses deux sources d'inspiration étaient l'Italie (opéra, chants napolitains) et Broadway. Il servit les deux, tour à tour Sinatra et Caruso.
Le Baker's Dictionary of Opera lui consacre une longue rubrique, malgré la brève durée de sa carrière. Lawrence Tibbett, à la mort de Mario Lanza, dira de lui : « Dans cinquante ans, on comprendra quel grand artiste il fut ».
La puissance de la voix de Mario Lanza était telle qu'elle saturait les appareils d'enregistrement des années « cinquante » et ceux qui l'ont entendu en concert disent que le disque ne rendait pas suffisamment justice à la beauté et à la puissance de sa voix.
Des techniciens l'expliquent en jaquette de certains CD et ceux qui l'ont entendu au cours de ses innombrables concerts (plus de deux cents) le confirment et disent le ravissement qui fut le leur, des maestri Giacomo Spadoni, coach de Caruso trente cinq ans plus tôt et accompagnateur de Fédor Chaliapine, à Enrico Rosati, professeur de Caruso et de Gigli, sans parler de Koussevitsky, chef du Philharmonique de Philadelphie, qui lui donna sa première grande chance et l'invita à Tanglewood avec des « jeunes » comme Beverly Sills ou Leonard Bernstein, etc.
Mario Lanza était un grand artiste de concert et de scène, avec un charisme rare, un physique d'acteur (à condition de perdre 20 à 30 kilos avant chaque film), une immense présence scénique. Le concert est redouté par les chanteurs d'opéra pour la solitude de l'interprète et la fatigue de la voix (Pavarotti, grand admirateur de Lanza, n'a cessé de le rappeler et son agent, Breslin y a insisté dans une autobiographie en collaboration avec Anne Midgette, Le Roi et Moi, publiée en français par Citadelle (2005).
Or Lanza a commencé par le concert, d'abord avec le Bel Canto Trio avec la soprano Frances Yeend et le baryton George London, qui allait devenir son ami et faire une immense carrière internationale aux États-Unis, en Europe et dans des opéras de Wagner à Gounod. Devenu une star internationale de l'opéra grâce au cinéma et surtout aux deux grands films Le Grand Caruso et Serenade, Mario Lanza allait continuer les concerts (qu'il s'était réservés par contrat avec la Metro-Goldwyn-Mayer), tout en signant avec le prestigieux label d'opéra RCA RED LABEL conduit par Richard Mohr.

### Voix
Avant sa grande gloire, il lui serait demandé de remplacer au pied levé pour une émission radiophonique d'opéra en direct Jan Peerce, co-ténor vedette du Met avec son beau-frère et concurrent Richard Tucker (autre admirateur de Lanza) ou de remplacer Ferruccio Tagliavini, etc. 
Lanza a donné plus de deux cents concerts dans les salles les plus prestigieuses ou en plein air comme au mythique Hollywood Bowl, ou dans des théâtres internationaux, comme à Londres lors du Gala Annuel de Charité du Variety Club en 1957 devant la Reine et la famille royale d'Angleterre (où il fut star no 1 devant les plus grands, comme Judy Garland ou Count Basie) et celui du Royal Albert Hall de Londres du 16 janvier 1958, qui fut enregistré (Mario Lanza, Live From London, RCA-SONY BMG, véritable must de beauté et d'émotion, réactions du public, commentaires et humour de l'artiste, échange avec le public, éclats de rire, éclectisme du programme : Opéra, arie du XVIIIe siècle, chansons italiennes et grands standards américains).
Au cours de ce concert, il chanta sans micro devant 8 000 personnes, dont le maestro Richard Bonynge, alors directeur de l'Opéra de Londres, et son épouse la soprano Joan Sutherland, tous deux surpris par la puissance, la dimension et la beauté de la voix au réel.
Également présent, le ténor suédois Nicolai Gedda estima que Mario Lanza avait la plus grande voix qu'il eût jamais entendue, faisant écho à la déclaration d'Arturo Toscanini en 1949 selon lequel Mario Lanza  était la plus grande voix du XXe siècle (les différentes biographies rappellent ces déclarations et évènements). C'était également l'avis de Maria Margelli, accompagnatrice du baryton-basse Ezio Pinza, qui déclara avoir connu les plus belles voix mais que le jour où elle entendit Lanza elle sut qu'elle avait entendu la plus grande. Giuseppe Di Stefano, Carlo Bergonzi, Richard Tucker, Anna Moffo, Tito Schipa, Lawrence Tibbett rendirent également hommage à la voix de Mario Lanza.
Pour l'anecdote, et s'agissant de puissance de voix et de l'Albert Hall de Londres, il faut rappeler la mésaventure de Dietrich Fischer-Dieskau, que le grand baryton raconte lui-même avec humour dans un livre sur le chant : lors de son propre concert dans cette salle immense et prestigieuse, sa voix se perdit en raison de la rotondité et de l'énormité du théâtre, et son épouse Julia Varady, elle-même cantatrice de grand renom, lui dit qu'il lui avait fait l'effet d'un « poisson dans un bocal », aucun son ne semblant sortir de sa bouche.
À l'inverse, et pour évoquer la puissance vocale de Lanza, un de ses biographes rappelle que lors de sa présentation à sa future belle famille, alors qu'il était encore inconnu, il lui fut demandé de chanter et qu'il s'exécuta par courtoisie mais dut être interrompu par la maîtresse de maison inquiète pour sa vaisselle et sa verrerie de réception, tant la voix était puissante et grandes les vibrations.
Mais il n'y a pas que la puissance dans une voix.
Celle de Lanza, immédiatement reconnaissable comme toutes les « grandes voix », était d'une grand musicalité naturelle, avec non seulement les aigus étincelants, presque perçants parfois, si célèbres, mais aussi des tonalités chatoyantes et cuivrées si rares, surtout chez un très jeune chanteur, et des médiums somptueux, vecteurs d'émotion (ce qui ferait la beauté de la voix de Caruso mais seulement à l'âge mûr, Caruso que Lanza idolâtrait, et dont le timbre était différent du sien).
La voix de Lanza était, au naturel et sur le vif, d'une pureté supérieure à celle d'Enrico Caruso, si l'on en croit le Maestro Giacomo Spadoni, avis également partagé par Peter Herman Adler, qui dirigea les partitions musicales du film MGM Le Grand Caruso, auquel participèrent, en « appoint », Giuseppe Valdengo, Nicolas Moscona, Blanche Thebom, Dorothy Kirsten et Jarmila Novotna, gloires du Metropolitan, tous éblouis par la voix de Mario Lanza, tout comme la grande Licia Albanese.
Albanese chanta avec lui le grand duo d'Otello, de Verdi, pour le film de Warner Bros Serenade.
Depuis, cette très grande artiste a dit l'immense admiration qu'elle avait pour la plus belle des voix, celle de Lanza. Et la diva n'a pas cessé d'accompagner la Fondation Mario Lanza, année après année, de donner des interviews sur lui et de présider, quand sa santé le lui permet, le Grand Concours Mario Lanza de Bel Canto (Mario Lanza Annual Ball) qui se tient tous les ans le premier week-end de novembre dans sa ville natale de Philadelphie (et qui a donné, notamment, des lauréats comme Juan Diego Florez, Joyce Di Donato, etc.).
C'est la même expérience que firent, à l'audition réelle de Mario Lanza, les musiciens de l'Opéra de Rome, où il enregistra des extraits d'opéra de son dernier film, et qui, d'abord curieux, et un brin sceptiques avant de l'entendre dans un grand théâtre « en direct », se levèrent de leur pupitre pour lui faire une ovation debout et lui faire signer, le lendemain, les disques achetés en hâte la veille après l'avoir entendu en live...
Maria Callas, enfin, dira son regret de ne pas avoir eu l'occasion de chanter avec la plus belle voix qu'elle eut jamais entendue, cependant que Renata Tebaldi, tout aussi admirative, alla le rencontrer sur le tournage de Serenade, où elle se faisait photographier avec lui.
C'était toujours l'émotion qui conduisait Lanza l'affectif, dans l'usage de sa voix unique, et on peut dire sans hésitation (l'expérience le montre chaque fois que la comparaison est faite sur pièces, à l'aveugle, sans dire les noms) que, plus que tout autre, il chantait de toute son âme et se consumait dans le chant. Jussi Björling et Renata Tebaldi disaient même, immense hommage, ne pouvoir l'écouter sans avoir les larmes aux yeux, et certains titres, chantés par lui, ne doivent pas être écoutés dans les périodes de dépression de l'auditeur tant l'émotion peut être forte.
La voix de Mario Lanza avait, en effet, ceci d'unique qu'elle communiquait et communique une immense émotion, teintée de tristesse, dans toutes ses interprétations, dans tous styles : arie antiche (airs anciens) du XVIIIe siècle (Lasciatemi morire (« Laissez-moi mourir »), Già il sole dal Gange (« Déjà le soleil du Gange »), Pietà Signore (« Pitié Seigneur »), etc. repris par Pavarotti, Renato Bruson...), grandes mélodies italiennes (Dicitencello vuie (« Dites-le lui, vous », en napolitain), Passione (« Passion »), Na sera'e maggio (« Un soir de mai »), etc.), airs d'opéra, grands standards américains de Richard Rodgers, Lorenz Hart, Oscar Hammerstein, jazz, le tout servi par une diction parfaite, un respect de la langue et du sens des mots.
Il faut entendre ses commentaires de présentation avant certains titres pour comprendre son respect des textes et des poèmes (par exemple, les poèmes de d'Annunzio, mis en musique par Tosti) ou encore son émotion dans les textes religieux, comme le fameux The Lord's Prayer (version du Notre Père):  l'ancien enfant de chœur de l'église italienne de Philadelphie, Santa Magdalena Dei Pazzi (où son corps serait un jour exposé pour ses secondes funérailles et où est célébrée une messe annuelle en sa mémoire) demande, avant d'entonner la prière chantée, qu'il n'y ait pas d'applaudissements compte tenu du caractère sacré de l'œuvre.

## Filmographie partielle
- 1944 : Winged Victory de George Cukor : chorus member
- 1949 : Le Baiser de minuit (That Midnight Kiss) de Norman Taurog : Johnny Donnetti
- 1950 : Le Chant de la Louisiane (The Toast of New Orleans) de Norman Taurog : Pepe Abellard Duvalle
- 1951 : Le Grand Caruso (The Great Caruso) de Richard Thorpe : Enrico Caruso
- 1952 : Tu es à moi (Because You're Mine) d'Alexander Hall : Renaldo Rossano
- 1956 : Serenade d'Anthony Mann : Damon Vincenti
- 1957 : Les Sept collines de Rome (Arrivederci Roma) de Roy Rowland : Marc Revere
- 1959 : La Fille de Capri (For the First Time) de Rudolph Maté : Tonio Costa